# Соловьёвка (Тюхтетский район)
Соловьёвка — деревня в Тюхтетском районе Красноярского края России. Входит в состав Леонтьевского сельсовета. Находится на левом берегу реки Четь, вблизи места впадения в неё реки Кузьминка, примерно в 5 км к северо-западу от районного центра, села Тюхтет, на высоте 171 метра над уровнем моря.

## Население
| 2010 |
| ---- |
| 164  |

Гендерный состав
По данным Всероссийской переписи населения 2010 года 79 мужчин и 85 женщин из 164 чел.

## Улицы
Уличная сеть деревни состоит из 3 улиц.